# Herodes II
Herodes II, Herodes Boethus eller Herodes Filippos I, död 33 e.Kr., var en herodiansk prins, son till Herodes den store och Mariamne II.
Efter giftermålet med Herodias blev han sin fars tronarvinge. Efter protester från Antipater II flyttades han dock ned till plats två i tronföljden. När Antipater II avrättades anklagad för att förbereda mordet på sin far blev Herodes sin fars tronföljare. När det framkom att hans mor hade känt till Antipaters mordplaner mot Herodes men hållit det hemligt, avlägsnades han igen från platsen som tronföljare. Han bosatte sig sedan i Rom som privatperson och undvek vidare inblandning i de herodianska dynastins politiska angelägenheter.  